# Hadennia pallifascia
Hadennia pallifascia là một loài bướm đêm trong họ Noctuidae.